# Паркс (Луизијана)
Паркс (енгл. Parks) град је у америчкој савезној држави Луизијана.

## Демографија
По попису из 2010. године број становника је 653, што је 120 (22,5%) становника више него 2000. године.
| Група             | 2000.       | 2010.       |
| Белци             | 273 (51,2%) | 372 (57,0%) |
| Афроамериканци    | 253 (47,5%) | 268 (41,0%) |
| Азијати           | 0 (0,0%)    | 0 (0,0%)    |
| Хиспаноамериканци | 6 (1,1%)    | 7 (1,1%)    |
| Укупно            | 533         | 653         |